# 나카미카도 천황
나카미카도 천황(일본어: 中御門天皇, 1702년 ~ 1737년, 재위: 1709년 ~ 1735년)은 일본의 제114대 천황이다. 휘는 야스히토(慶仁), 아명은 마스노미야(長宮)이다.
시호의 나카미카도(中御門)는 헤이안쿄 다이다이리의 문 중 하나인 타이켄몬의 별칭에서 따왔다 (다만, 나카미카도 천황이 태어난 1702년 시점에서 타이켄몬을 포함해 헤이안쿄 다이다이리는 이미 황폐해져있었다).

## 생애
히가시야마 천황에게는 쿠시게 요시코가 낳은 이치노미야(一宮)ㆍ니노미야(二宮)ㆍ히사노미야 (寿宮, 요노미야)와 레이제이 츠네코가 낳은 산노미야(三宮)가 있었다. 이치노미야, 니노미야가 어려서 죽었다는 점, 산노미야가 천황의 부모인 레이겐 상황과 마츠노키 무네코에게 총애를 받고 있었던 점으로 미루어, 산노미야가 차기 황위 계승의 유력자로 점쳐지고 있었다. 그러나, 산노미야의 진짜 아버지는 천황의 동생인 쿄고쿠노미야 아야히토 친왕이라는 소문도 나돌았다 (『기희공기』 겐로쿠 13년 3월 18일조). 정무의 실권을 둘러싸고 부모와 불화가 있었던 히가시야마 천황은, 겐로쿠 13년 (1700년) 3월에 히사노미야가 태어나자, 전 관백 코노에 모토히로와 상의한 후, 레이겐 상황의 반발을 무시하고, 산노미야를 엔만인 몬제키로 넣기로 한 것을 에도 막부의 승낙을 얻었다. 그런데 겐로쿠 14년 (1701년) 11월에, 히사노미야가 요절하고 말았다. 이 때문에, 일단 황위 계승 문제는 백지화 되는 듯 하였으나, 다음 달에 임신 중이던 쿠시게 요시코가 고노미야(五宮)에 해당하는 아들을 낳은 것이다. 아들은, 마스노미야(長宮)로 불리며, 히사노미야를 대신할 차기 황위 계승자로서 소중히 길러지고 있었지만, 겐로쿠 16년 (1703년)에는 일찌감치 에도 막부에 마스노미야를 다음 황위 계승자로 만드는 것에 대한 동의를 얻으려 했었다. 호에이 3년 (1706년) 3월에 딸 히로코의 초대를 받아, 에도로 하향한 코노에 모토히로가 사위인 도쿠가와 쇼군가 세자 도쿠가와 이에노부와 사전에 상의한 것이 다행스럽게, 호에이 4년 (1707년) 2월에 에도 막부의 동의를 받게 되었다.
호에이 4년 (1707년) 3월 22일에, 마스노미야가 동궁으로 정해졌음을 공식적으로 발표되자, 4월 29일에는 친왕 선하가 이루어져 요시히토(慶仁)라는 이름이 정해지고, 호에이 5년 (1708년) 2월 16일에는 태자 책봉식이 행해졌다. 히가시야마 천황은 조속히 양위를 하여, 자신이 인세이를 펴 아버지 레이겐 상황의 정치적 영향력을 깎을 생각이었으며, 10월에는 쇼군 도쿠가와 츠나요시애게 내년에는 양위하겠다는 뜻을 전했다. 츠나요시는 11월에야 내년의 양위를 승낙하는 노중봉서를 조정에 보내지만, 호에이 6년 (1709년) 1월에 츠나요시가 급사하고 만다. 이 때문에, 츠나요시의 양자 (실제로는 조카)인 이에노부에 대한 쇼군 선하와, 요시히토 친왕의 양위 중 어느 쪽을 우선해야 하는가 하는 새로운 문제가 발생했다. 부케텐소와 교토쇼시다이에 의한 공식적인 조정과 막부 교섭과 함께 조정측의 코노에 모토히로와 막부 측의 마나베 아키후사 사이에서도 비밀교섭을 가졌다. 막부는 지금 (히가시야마 천황) 재위 중인 쇼군 선하를 희망했지만, 동시에 이에노부가 츠나요시의 상을 당한 기간의 선하는 문제가 있다는 생각이었다. 이에노부의 장인으로 고실에 밝은 모토히로는 계방에 대해 복기령 규정은 있으나, 이에노부가 양자가 된 경위로 보아 "법회 50일", "상복 150일"이 온당하며, 법회가 지나면 쇼군 선하에 지장이 없다는 견해를 보였으며, 이 견해를 바탕으로 요시노부가 50일의 법회를 거친 후에, 쇼군 선하를 받고, 그 후에 양위가 이루어지게 되었다. 이후 관련 의직과의 균형상, 히가시야마 천황에서 도쿠가와 이에노부로의 쇼군 선하는 5월 1일에, 히가시야마 천황에서 요시히토 친왕으로의 양위는 1개월 정도 뒤인 6월 21일에 실시되게 되었다.
호에이 6년 (1709년) 6월, 히가시야마 천황으로부터 양위받아 즉위하였다. 9살에 즉위하였기 때문에, 처음 아버지인 히가시야마 상황이 인세이를 펴는데, 같은 해 12월 상황이, 같은 달에 어머니인 쿠시게 요시코도 사망했다. 그래서, 할아버지 레이겐 상황이 복귀하여 인세이를 펼쳤다. 또한, 외할아버지 쿠시게 타카요시 부부가 15살이 될 때까지, 고쇼 내에 방이 주어져, 양육에 관여하였다. 따라서, 성인이 된 후에도, 천황의 신임이 두터운 쿠시게 부부의정치적 영향력이 두고두고 강하게 남아, 천황의 외척에 대한 영향력을 어떻게 억제해 나갈지가 두고두고 정치적인 과제가 되었다.
재위 기간은 6대 쇼군 이에노부 부터 8대 쇼군 요시무네에 이르는 시대에 해당한다. 이 시대 막부와의 관계는 비교적 양호하였으며, 동생인 나오히토 친왕이 칸인노미야를 창설하고, 나아가 레이겐 상황의 황녀 야소노미야 요시코 내친왕을 도쿠가와 막부 7대 쇼군 이에츠구에게 시집(강가)보내자는 이야기도 나왔다. 그러나 이에츠구의 급사로, 이 일은 중단되었다.
교호 14년 (1729년)에는 쇼군 요시무네가 직접 주문한 교지 (베트남) 광남산 코끼리의 배알을 레이겐 상황과 함께 받았다. 이때, 코끼리가 품계도, 관직도 없는 상태여서 참배할 자격이 없다는 문제가 생겨 급히 "광남종4위백상"이라는 칭호를 주어 참내시켰다고 에도명소도회에 기재되어 있으나, 카라스마루 미츠히데의 『광영경일기』나 산죠니시 킨후쿠의 『일기』 등 18세기 사료에서는 전혀 언급되지 않으며, 에도명소도회도 코끼리의 일본 방문보다 100년이 지난 기록이어서, 서위에 대해서는 의문시하는 의견도 있다.
배알한 코끼리는 앞다리를 꺾어 머리를 숙일 준비를 했고, 코끼리를 처음 본 천황은 다음과 같이 와카로 감상를 표현했다.
```
때때로 그것은 남의 나라라는 것도 그럭저럭 보지만 기쁨이다 (時しあれは 人の国なるけたものも けふ九重に みるがうれしさ)
```

교호 20년 (1735년) 3월, 사쿠라마치 천황에게 양위 (재위 27년), 겐분 2년 (1737년) 5월 10일에 36세의 나이로 붕어했다.

## 인물
천황은 조정의 옛 의식에 관심을 갖고 연구를 진행하여, 『공사부류』라는 찬저를 남겼다. 또한, 피리와 와카, 서예에 뛰어났으며, 특히 피리는 여우가 들으러 올 정도의 솜씨였다는 일화가 남아있다.
참고로, 천황의 측근이었던 히로하시 카네타네의 일기에 따르면, 천황은 십이지의 뱀에 인연이 있어, 생년이 뱀띠해일뿐만아니라, 붕어한 날도, 사년 사월 사일 사각 (뱀의 해 뱀의 달, 뱀의 일, 뱀시)이었다고 한다.

## 가족 관계
히가시야마 천황의 제5황자이다. 어머니는 구시게 다카요시(櫛笥隆賀)의 딸 요시코(賀子)이다.
- 여어(女御): 후지와라(고노에) 히사코
  - 제1황자: 데루히토 친왕(사쿠라마치 천황)
- 전시(典侍): 후지와라노 (시미즈다니) 이와코(清水谷石子)
  - 제2황자: 코쥰 법친왕(公遵法親王)
  - 제4황녀: 리슈 여왕(理秀女王)
  - 제6황녀: 손조 여왕(尊乗女王)
  - 제8황녀: 치카노미야(周宮)
- 전시: 후지와라노 (소노) 쓰네코(園常子)
  - 제3황자: 츄요 법친왕(忠與法親王)
  - 제3황녀: 고노미야(五宮)
- 장시(掌侍): 구제 나쓰코(久世夏子)
  - 제2황녀: 미츠노미야(三宮)
  - 제5황녀: 후사코 내친왕(成子内親王) - 간인노미야 스케히토 친왕의 비
  - 제7황녀: 에이코 여왕(永皎女王)
  - 제5황자: 노부노미야(信宮)
- 장시: 스가와라 (고조) 히로코(五条寛子)
  - 제6황자: 준닌 법친왕(遵仁法親王)
- 비: 탄바씨 - 고모리 요리스에(小森頼季)의 딸
  - 제1황녀: 쇼산 여왕(聖珊女王)
  - 제4황자: 지닌 법친왕(慈仁法親王)
- 양자
  - 에이진 법친왕 (아리스가와노미야 요리히토 친왕의 차남)
  - 코오케 법친왕 (칸인노미야 나오히토 친왕의 차남)

나카미카도 천황의 황통은 현손에 해당하는 요시코 내친왕 (증손에 해당하는 고모모조노 천황의 유일한 자녀)이 방계 (동생인 칸인노미야 나오히토 친왕의 손자)에 해당하는 고카쿠 천황의 중궁이 되어, 마스히토 친왕과 도시히토 친왕 (둘다 나카미카도 천황의 내손자)을 낳음으로써, 요시코 내친왕을 통해 여계의 피를 계승하는 것으로 여겨졌지만, 두 친왕 모두 후계자 없이 사망함으로써 대가 끊기고 만다.
현 황실까지 이어지는 황통은 고카쿠 천황의 텐지인 카쥬지 타다코가 낳은 닌코 천황 (마스히토 친왕과 도시히토 친왕의 이복동생)이 이었다.

## 재위 중의 연호
- 호에이 (1704년 3월 13일) - 1711년 4월 25일
- 쇼토쿠 1711년 4월 25일 - 1716년 6월 22일
- 교호 1716년 6월 22일 - (1736년 4월 28일)

## 능ㆍ영묘
능은 궁내청에 의해 교토부 교토시 히가시야마구 이마쿠마노센잔쵸의 센뉴지에 있는 츠키노와릉이다. 궁내청 상의 형식은 석조구층묘이다.
또, 황궁에서 황령전 (궁중3전의 하나)에서 다른 역대 천황ㆍ황족과 함께 천황의 영을 기리고 있다.

## 같이 보기
- 일본 천황